# Мороз Володимир Романович
Володимир Романович Мороз (нар. 26 квітня 1982, с. Нижчі Луб'янки Збаразького району Тернопільської області) — український історик, релігієзнавець, журналіст. Кандидат історичних наук (2015). Головний редактор журналу «Патріярхат».
Лауреат премії Мукачівської греко-католицької єпархії ім. о. Михайла Лучкая (за історичні дослідження) 2018 р. за публікацію книги «Світильник віри: історія Боронявського монастиря на тлі епох».

## Життєпис

### Дитинство
Володимир Мороз народився 26 квітня 1982 року в селі Нижчі Луб'янки Збаразького району. Дитяче захоплення, яке є й досі — астрономія.

### Навчання
Навчався в Нижчелуб'янській загальноосвітній школі. У 1999 році вступив на історичний факультет Тернопільського національного педагогічного університету імені Володимира Гнатюка, який і закінчив у 2005 році. Всі роки навчання писав наукові роботи в одного викладача — Олександра Петровського. Магістерську роботу написав про вірування давніх землеробів на прикладі Трипільської культури. До кінця навчання визначився з пріоритетами наукових пошуків та обрав релігієзнавство.

### Робота

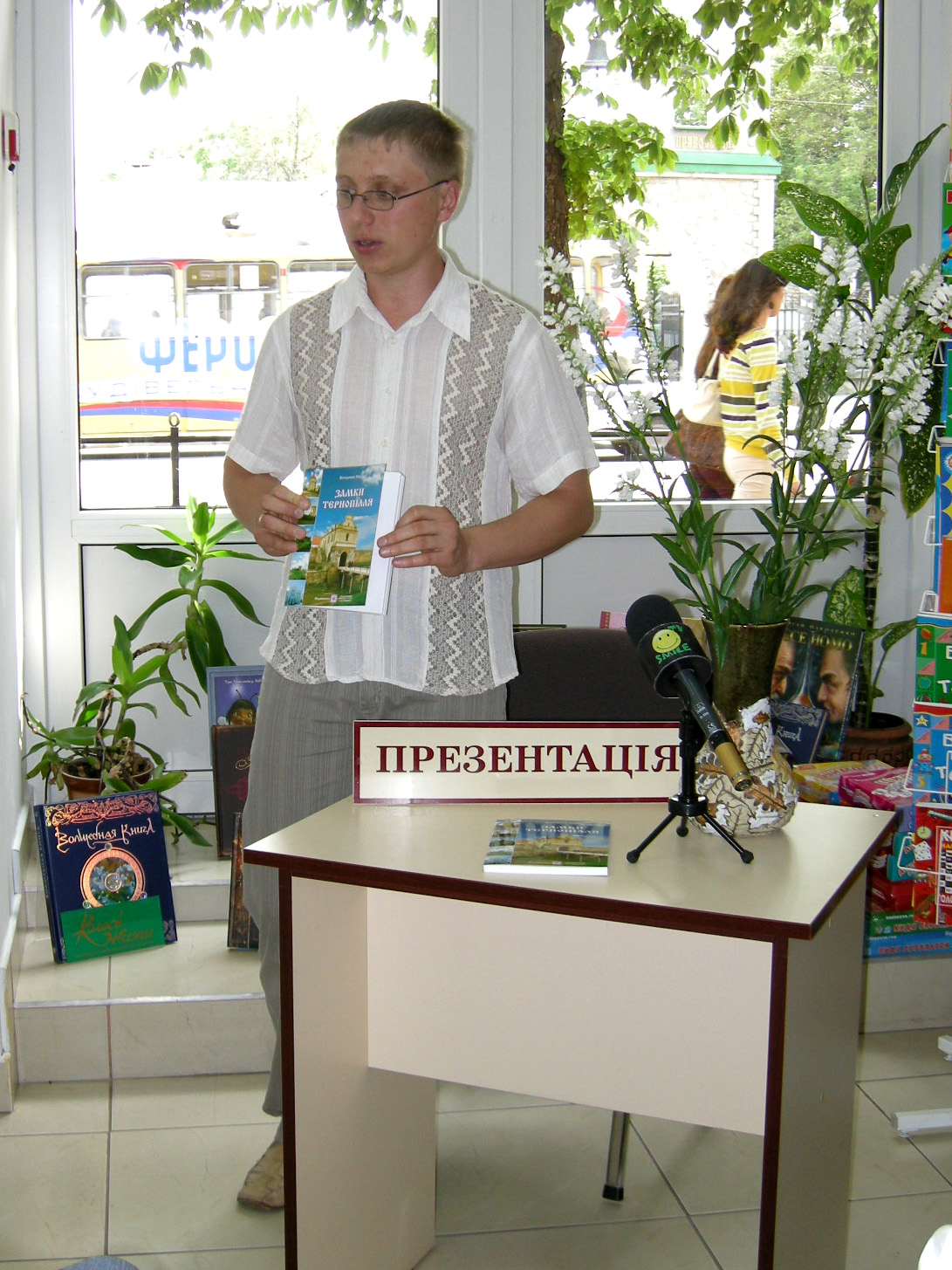
Володимир Мороз презентує «Замки Тернопілля» (13.07.2009)

Працював у тернопільській обласній комунальній Інспекції охорони пам'яток історії та культури (м. Тернопіль), місяць — у Збаразькій школі № 1. Навчався у школі журналістики при газеті «RIA плюс». Із листопада 2005 до 2016 року працював у цьому виданні, а також у газеті «20 хвилин», журналістом, випусковим редактором. Із 1 березня 2016 року — головний редактор. Ведучий рубрики «Ретро» в газеті «RIA плюс», багато років вів рубрику «Замки» в газеті «20 хвилин».
Автор релігієзнавчих статей на сайті Релігійно-інформаційної служби України [Архівовано 7 серпня 2011 у Wayback Machine.], журналі «Патріярхат» та інших.
Із лютого 2017 р. — науковий співробітник Інституту історії церкви Українського католицького університету.
Із 21 квітня 2018 р. — головний редактор часопису «Патріярхат».

### Сім'я
Одружений, із дружиною Валентиною виховують сина і доньку.

## Захоплення

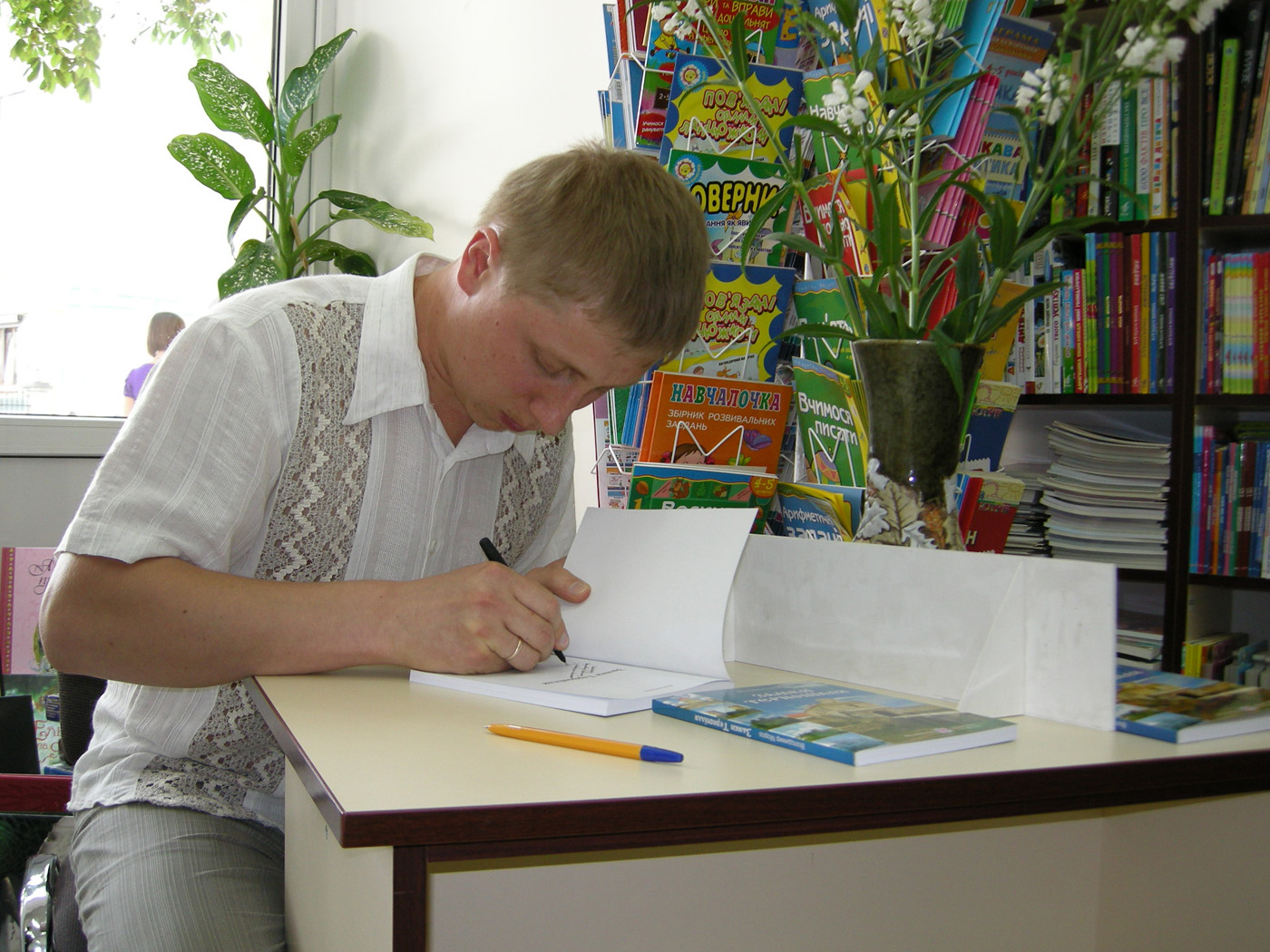
Автограф від автора. Володимир Мороз (13.07.2009)

Історія Церкви на Закарпатті та загалом у Карпатському регіоні. Читання книг на філософські та релігієзнавчі теми, Біблія. Цікавить спадщина Івана Франка, Крістофера Доусона, Гарбіеля Марселя, Карла Ясперса, П'єра Розанвалона, Антуана де Сент-Екзюпері, папи Бенедикта XVI.
Від лютого 2011 року зареєстрований у Вікіпедії. Станом на 9 лютого 2017 року зробив більше 200 редагувань, створив 20 статей, завантажив на Вікісховище 37 світлин.

## Наукова праця
Володимир Мороз є автором статей на теми соціального вчення церков (передусім УГКЦ), впливу релігії на суспільно-політичне життя, історії Церкви на Закарпатті, історії монастирів, оборонної архітектури. Про них пише статті, видав кілька книг, зокрема «Замки Тернопільщини» (2009), «Замки і фортеці Тернопілля» (2011), «Василіянські монастирі України. Книга перша: Галичина і Закарпаття» (2015, у співавторстві), фотоальбом «Тернопіль» (2012, у співавторстві), книгу «Світильник віри: історія Боронявського монастиря на тлі епох» (2017), книгу «У серці Мараморошу: історія греко-католицької спільноти Дубового й околиць» (2019).
У квітні 2015 року захистив дисертацію на тему «Включення вчення УГКЦ у сферу суспільно-політичного життя України (1991 — перша половина 2014 рр.)» (науковий керівник: доктор історичних наук, професор Елла Бистрицька) і здобув ступінь кандидата історичних наук (доктора філософії).

## Доробок

### Наукові статті
- Мороз В. Використання принципу спільного блага в документах Української Греко-Католицької Церкви як фактора толеризації суспільних відносин / Володимир Мороз // Україна і Ватикан. Серія збірників наукових праць. Матеріали міжнародної наукової конференції. — Вип. IV: Державно-церковні відносини в контексті досвіду об'єднаної Європи / За загальною ред. О. Береговського (гол. ред.), к. і. н. С. Побуцького, д. філос. н. С. Кияка, В. Дідуха та ін. — Галич; Івано-Франківськ, 2011. — С. 81–88.
- Мороз В. Волинська церковна книга у бібліотеці Мукачівського василіянського монастиря в середині XIX ст.: географія видань, тематика, статистика // Острозький краєзнавчий збірник. — вип. 10. — Острог. 2018. — С. 233–239.
- Мороз В. Вчення УГКЦ про вибори: суспільні виклики і відповіді Церкви // Матеріали Всеукраїнської наукової конференції «Церкви Володимирового Хрещення, їхнє місце та роль в культурному, політичному, економічному розвої України». Козова 2018, с. 45–52.
- Мороз В. Вчення УГКЦ про вибори як шлях до суспільних змін / Володимир Мороз // Українське релігієзнавство. — 2015. — № 73. — С. 244–252.
- Мороз В. Р. Гідність проти апатії: шлях виходу із суспільної кризи за вченням УГКЦ та енциклікою «Любов у правді» / Володимир Мороз // Роздуми про глобальну політичну теорію (в контексті енцикліки «Caritas in Veritate»): матеріали доповідей у секціях учасників Міжнародної наукової конференції (Львів. 13–14 березня 2014 року). — Львів: Український католицький університет. — С. 47–49.
- Мороз В. До питання історіографії історії Краснопущанського монастиря: довоєнний період // Бучацький монастир отців василіян. До 300-ліття заснування. — Матеріали міжнародної науково-практичної конференції «Чин Святого Василія Великого в контексті історико-релігійних процесів в Україні: до 300-ліття заснування Бучацького василіянського монастиря». — Львів: Місіонер, 2012. — С. 163–171.
- Мороз В. Заповідь любові та її співвідношення з категорією справедливості в соціальному вченні УГКЦ / Володимир Мороз // Наукові записки Національного університету «Острозька академія». — Серія «Історичне релігієзнавство». — Випуск 3. — 2011. — С. 149–159.
- Мороз В. Мороз Володимир. Заснування і становлення Боронявського монастиря: історія обителі на тлі епохи / Володимир Мороз // Наукові записки Ужгородського університету. Серія: Історично-релігійні студії, вип. 5. — Ужгород 2016. — С. 154–177.
- Мороз В. Ієромонах Андрій Абрагамович – караїм-студит в УГКЦ, дядько двох повстанців // Авраамічні релігії в Україні у визнанні плюралізму і толерантності як чинників української ідентичності: матеріали науково-практичної конференції, м. Галич, 29 листопада 2018 р. Івано-Франківськ 2018, с. 91-100.
- Мороз В. Концепція свободи і відповідальності людини в документах УГКЦ / Володимир Мороз // Українське релігієзнавство. — 2010. — № 55. — С. 23–30.
- Мороз В. Р. Легітимність влади: до питання про консенсус мід вченням церкви і теорією демократії (на прикладі УГКЦ) / Володимир Мороз // Легітимність у постсекулярному світі. Позарелігійні обґрунтування влади, права і соціальної справедливості. Матеріали XXXIII Міжнародної науково-практичної конференції «Роль науки, релігії та суспільства у формуванні моральної особистості». — Донецьк: «Східний видавничий дім», 2014. — С. 97–100.
- Мороз В. «Літопис» і «Краткое лѣтословіе» Мукачівського монастиря: проблеми інтерпретації, змісту і долі рукописних джерел // Науковий вісник Ужгородського університету. Серія: Історія 2 (2018) 34-39.
- Мороз В. Нормативний характер принципів соціальної доктрини Католицької Церкви: еволюційний характер становлення / Володимир Мороз // Українське релігієзнавство. — 2014. — № 71–72. — С. 142–148.
- Мороз В. Р. Осмислення сутності держави, політики у вченні УГКЦ (1991—2011 рр.) / Володимир Мороз // Практична філософія. — 2014. — № 3 (53). — С. 126–133.
- Мороз В. Р. Понятие достоинства человека в социальном учении Украинской Греко-Католической Церкви [Архівовано 12 листопада 2019 у Wayback Machine.] / Владимир Романович Мороз // Гуманитарные научные исследования. — Январь 2014. — № 1 [Электронный ресурс].
- Мороз В. Поняття людської гідності як основа соціальної позиції УГКЦ: історико-релігієзнавчий аналіз // Українська Греко-Католицька Церква у контексті вітчизняної історії та сучасних суспільних реалій (до 150-ліття з дня народження митрополита Андрея Шептицького та 70-ліття з дня ув'язнення патріарха Йосифа Сліпого): Матеріали Всеукраїнської науково-практичної конференції з міжнародною участю. – Тернопіль 2015. – С. 208–214.
- Мороз В. Поняття національного у вченні Української Греко-Католицької Церкви років незалежності / Володимир Мороз // Українське релігієзнавство. — 2011. — № 60. — С. 13–22.
- Мороз В. Поняття «нація» у вченні церков Київської традиції (УПЦ, УПЦ КП, УГКЦ): теоретичний аспект проблеми / Володимир Мороз // Українське православ'я в контексті вітчизняної історії та суспільних трансформацій (пам'яті митрополитів Василя (Липківського) та Іоана (Боднарчука): Матеріали Всеукраїнської науково-практичної конференції (27–28 листопада 2014 р., м. Тернопіль) / За заг. ред. д. істор. н. Е. Бистрицької (гол. ред.), д. істор. н. І. Зуляка, д. філос. н. О. Сагана, д. філос. н. Л. Филипович. — Тернопіль–Київ, 2014. — С. 91–95.
- Мороз В. Природа соціального вчення УГКЦ та перспективи його розвитку в сучасних умовах / Володимир Мороз // Мандрівець. — 2013. — № 2. — С. 73–77.
- Мороз В. Пріоритети та проблеми взаємин УГКЦ і держави: 1991—2014 / Володимир Мороз // Українська Греко-Католицька Церква в історії та сучасних процесах розвитку українського суспільства. Матеріали Всеукраїнської науково-практичної конференції — Тернопіль, Київ, 2016. — С. 147–155.
- Мороз В. Проблема морального авторитету та поступу в житті народу у листі-посланні єпископа Григорія Хомишина «Українська проблема»: історичний контекст і філософські конотації / Володимир Мороз // Наукові записки Українського Католицького Університету. Число VIII. Богослов'я. — Випуск 3. — Львів, 2016. — С. 151—170.
- Мороз В. Просвітницька роль духовенства згідно із вченням УГКЦ Володимир Мороз // Українське релігієзнавство. — 2011. — № 70. — С. 92–95.
- Мороз В. Реформи митрополита Рутського та їх рецепція у Мукачівській єпархії: від прийняття унійної ідеї до створення василіянської провінції // Zakon Bazyliański na tle mozaiki wyznaniowej i kulturowej Rzeczypospolitej i krajów ościennych, ред. о. Станіслав Набиванець, о. Славомир Забраняк, Беата Лоренс. – Ряшів, 2018, с. 227-237.
- Мороз В. Сіль землі: унійна ідентичність, Василіяни і Чин Святого Василія Великого на терені Мукачівської єпархії // Historía Rádu Baziliánov sv. Jozafáta. — Пряшів: Греко-католицький факультет Пряшівського університету, 2017. — С. 21–37.
- Мороз В. Спадок А. Шептицького у контексті соціальної думки сучасної УГКЦ / Володимир Мороз // Бучацький монастир отців василіян. До 300-ліття заснування. — Матеріали міжнародної науково-практичної конференції «Чин Святого Василія Великого в контексті історико-релігійних процесів в Україні: до 300-ліття заснування Бучацького василіянського монастиря». — Львів: Місіонер, 2012. — С. 215–223.
- Мороз В. Специфіка відносин УГКЦ і держави в умовах поліконфесійності / Володимир Мороз // Вісник Прикарпатського університету: філософські і психологічні науки. — Івано-Франківськ. — 2013. — Випуск 17. — С. 108–113.
- Мороз В. Специфіка української ідентичності та УГКЦ: сучасний період / Володимир Мороз // Матеріали Міжнародної науково-практичної конференції «Тернопіль і Тернопілля в історії та культурі України і світу (від найдавніших часів до сьогодення)» / За заг. ред. проф. І. С. Зуляка. У двох частинах. — Тернопіль: Вид-во ТНПУ ім. В. Гнатюка, 2012. — Ч. І. — С. 138–142.
- Мороз В. Ставлення до націоналізму в сучасній УГКЦ: теорія і практика утвердження еклезіологічної свідомості / Володимир Мороз // Філософська думка Sententiae. Спецвипуск. — № 4. — 2013. — Герменевтика традиції та сучасності в теології та філософії. — С. 229–253.
- Мороз В. УГКЦ — пошуки ідентичності (сучасний стан проблеми) / Володимир Мороз // Українське християнство: історія трагедій та уроки сьогодення (1596—1686–1946). Науковий збірник матеріалів Міжнародної науково-практичної конференції // За редакцією проф. Колодного А. М., проф. Яроцького П. Я., проф. Гудими А. М. та ін. — Тернопіль: Видавець Стародубець В. О., 2006. — 160 с. — С. 114–120.
- Мороз В. Унійні змагання у Мукачівській єпархії під впливом Київської митрополії часів Іпатія Потія та Йосифа Велямина Рутського // Науковий вісник Ужгородського університету. Серія: Історія 1 (2019) 78-87.
- Мороз В. УПЦ: національна риторика в контексті проблеми помісної Церкви (2000—2007) / Володимир Мороз // Конфесійне багатоманіття України в контексті духовного і національного відродження. Науковий збірник матеріалів науково-практичної конференції // За редакцією проф. Колодного А. М., проф. Гудими А. М та ін. — Тернопіль: Видавець ТДТУ імені І. Пулюя, 2007. — 200 с. — С. 153–158.
- Мороз В. Учення УГКЦ про обов'язки мирян у суспільно-політичному житті сучасної України // Авраамічні релігії в Україні: історія, етнокультурні взаємовпливи, міжконфесійні взаємини. Матеріали наукової конференції. — Галич: Інформаційно-видавничий відділ Національного заповідника «Давній Галич», 2013. – С. 359–364.
- Мороз В. Фактор україно-польських відносин у розвитку УГКЦ та РКЦ в Україні / Володимир Мороз // Збірник праць Тернопільського міського осередку Наукового Товариства імені Шевченка. — Т. 3. — Українсько-польські відносини: вчора і сьогодні. — Тернопіль: Рада, 2007. — С. 163–169.
- Мороз В. Функціональні принципи соціального вчення Української Греко-Католицької Церкви (1991—2011): історико-релігієзнавчий аналіз / Володимир Мороз // Схід. — 2014. — № 4 (130), липень — серпень. — С. 92–96.
- Мороз В. Церква і народовладдя: підхід УГКЦ до визначення критеріїв демократії / Володимир Мороз // Українське релігієзнавство. — 2013. — № 66. — С. 327–336.
- Мороз В. Церква та її завдання у світі: до питання про потенціал суспільного вчення УГКЦ / Володимир Мороз // Наукові записки Національного університету «Острозька академія». — Серія «Історичне релігієзнавство». — Випуск 2. — 2010. — С. 121–134.
- Мороз В. Чернець та його доба: національна та релігійна ідентичність у спадщині о. Анатолія Кралицького, ЧСВВ (1835—1894). // Етнічна історія народів Європи, — ч. — 56. — Київ 2018. — С. С. 37–53.
- Moroz V. «To avert possible abuses»: Ukrainian Greek-Catholic Church's teaching on government election // Pantheon (University of Pardubice) — 1 — (2018) — C. 15-30.

### Книги
- Мороз В. Замки Тернопільщини. — Тернопіль: Підручники і посібники, 2009. — 176 с.
- Мороз В. Замки і фортеці Тернопілля. — Тернопіль : Підручники і посібники, 2011. — 160 с.
- Мороз В, Скленар І., Заславський В.. Василіянські монастирі України. Книга перша: Галичина і Закарпаття / Заг. Ред. В. Мороз. — Тернопіль : Підручники і посібники, 2015. — 192 с.
- Мороз В. Світильник віри: історія Боронявського монастиря на тлі епох [Архівовано 21 серпня 2017 у Wayback Machine.]. — Львів : Видавництво Українського католицького університету, 2017. — 288 с. + 88 с. іл.
- Тернопіль: фотоальбом / Фото В. Хіхловського, В. Мороза, О. Ганджі ; укр. та англ. Текст В. Мороза; пер. на польс. Н. Ткачової. — Тернопіль : Підручники і посібники, 2012. — 128 с.
- Мороз В. У серці Мараморошу: історія греко-католицької спільноти Дубового й околиць. — Львів : Видавництво Українського католицького університету, 2019. — 324 с. + 24 с. іл.
- Мороз Володимир, Юрчак Марічка, Циклиняк Тарас. Дитинство Тернополя, т. 2: Про людей та людисьок / уклав Тарас Циклиняк. Тернопіль 2019, 414 с.

### Наукове редагування видань
- Acta studiosa: Богословський науковий збірник, ч. 9: Спеціяльний випуск з церковної історії до 25-ліття Інституту історії Церкви / упор. Олег Беген та о. Тарас Бублик, ред. Володимир Мороз. Львів: Вид-во УКУ, 2017. — 214 с.
- Григорій Хомишин. Українська проблема / Ред. о. Ігор Пелехатий / Упорядн. Віталій Волянський, Володимир Мороз. — Івано-Франківськ : Нова Зоря, 2011. — 112 с.
- Томас Марк Немет. Православна Церква на Буковині та Йозеф фон Чижман. За лаштунками віденської церковної політики / перекл. з нім. Олега Конкевича. — Чернівці: Наші книги, 2019. —312 с. + 28 с. іл. ISBN 978-966-482-054-4.

### Статті про давній Тернопіль та його околиці

#### 2016
- Мороз В. Тернопільське дитинство професора Гарварду [Омелян Пріцак] // RIA плюс, 8 червня 2016 року, № 23, — С. 19.
- Мороз В. Проілюструвала понад 70 книжок [Олена Кульчицька] // RIA плюс, 18 травня 2016 року, № 20, — С. 19.
- Мороз В. Забутий рай туристів [Заліщики] // RIA плюс, 4 травня 2016 року, № 18, — С. 18-19.
- Мороз В. Як Ян Тарновський до Святої Землі з паломниками ходив // RIA плюс, 27 квітня 2016 року, № 17, — С. 19.
- Мороз В. Пржевальський і Тернопілля // RIA плюс, 20 квітня 2016 року, № 16, — С. 19.
- Мороз В. Перемогти сильніших. Талант Яна Тарновського // RIA плюс, 13 квітня 2016 року, № 15, — С. 19.
- Мороз В. Перевдягалися і били п'яниць [антиалкогольний рух] // RIA плюс, 6 квітня 2016 року, № 14, — С. 19.
- Мороз В. Креатив на тему ретро // RIA плюс, 30 березня 2016 року, № 13, — С. 19.
- Мороз В. Однокласник Йосифа Сліпого [отець Іван Пасіка] // RIA плюс, 23 березня 2016 року, № 12, — С. 19.
- Мороз В. Чистилівські бувальщини [Чистилів, історія Чистилова] // RIA плюс, 16 березня 2016 року, № 11, — С. 19.
- Мороз В. Агнон, Бучач, Язловець // RIA плюс, 9 березня 2016 року, № 10, — С. 19.
- Мороз В. Strongman із Купчинців [Майк Мазуркі, Михайло Мазуркевич] // RIA плюс, 2 березня 2016 року, № 9, — С. 19.
- Мороз В. Уродженка Зборова і Ліга Націй [Мілена Рудницька] // RIA плюс, 24 лютого 2016 року, № 8, — С. 19.
- Мороз В. Син емігранта підкорив Голлівуд [Джек Пеленс, Джек Паланс, Володимир Палагнюк] // RIA плюс, 11 лютого 2016 року, № 7, — С. 19.
- Мороз В. Чому слід пам'ятати Чубатого [Микола Чубатий] // RIA плюс, 10 лютого 2016 року, № 6, — С. 19.
- Мороз В. «Сафарі» на людей. Історії з гетто // RIA плюс, 3 лютого 2016 року, № 5, — С. 19.
- Мороз В. Уродженець Буданова — учитель Монро, Аль Пачіно, Де Ніро // RIA плюс, 27 січня 2016 року, № 4, — С. 19.
- Мороз В. Батько-Претвич і Тернопілля // RIA плюс, 20 січня 2016 року, № 3, — С. 19.
- Мороз В. Онука скалатського бурмістра [Емілія Ерліх] // RIA плюс, 13 січня 2016 року, № 1-2, — С. 19.

#### 2015
- Мороз В. Коли у Тернополі росли драцени [про екзотичні рослини, якими прикрашали Тернопіль у 1901 році] // RIA плюс, 28 жовтня 2015 року, № 44. — С. 19.
- Мороз В. Життя і праця отця Герети // RIA плюс, 21 жовтня 2015 року, № 43. — С. 19.
- Мороз В. Дві любові Чеслава Бліхарського // RIA плюс, 14 жовтня 2015 року, № 42. — С. 19.
- Мороз В. Йосиф Сліпий про Тернопіль // RIA плюс, 30 вересня 2015 року, № 40. — С. 19.
- Мороз В. Забута історія Ярослава Явного // RIA плюс, 23 вересня 2015 року, № 39. — С. 19.
- Мороз В. Тернопіль за Собєських // RIA плюс, 2 вересня 2015 року, № 36. — С. 19.
- Мороз В. Незнані парки Тернополя // RIA плюс, 26 серпня 2015 року, № 35. — С. 19.
- Мороз В. Байківці — під Щуровими горами // RIA плюс, 19 серпня 2015 року, № 34. — С. 19.
- Мороз В. Як до Бразилії безплатно їздили // RIA плюс, 15 серпня 2015 року, № 32. — С. 19.
- Мороз В. Яким було село Петриків // RIA плюс, 29 липня 2015 року, № 31. — С. 19.
- Мороз В. Острів — колишнє містечко // RIA плюс, 22 липня 2015 року, № 30. — С. 19.
- Мороз В. Тернопіль у газетах XVII століття // RIA плюс, 15 липня 2015 року, № 29. — С. 19.
- Мороз В. Гаї під містом і забута Лучаківка // RIA плюс, 8 липня 2015 року, № 28. — С. 19.
- Мороз В. Шитнаківці, Шляхтинці, Гніздична // RIA плюс, 25 червня 2015 року, № 26. — С. 19.
- Мороз В. Біла: таємничі камені і летовище // RIA плюс, 17 червня 2015 року, № 25. — С. 19.
- Мороз В. Березовиця — старша за Тернопіль // RIA плюс, 10 червня 2015 року, № 24. — С. 19.
- Мороз В. Залізниця: колія, фронт, репресії // RIA плюс, 3 червня 2015 року, № 23. — С. 19.
- Мороз В. Як полюбити рідне місто // RIA плюс, 27 травня 2015 року, № 22. — С. 19.
- Мороз В. Юстина та її «Подільський» // RIA плюс, 20 травня 2015 року, № 21. — С. 17.
- Мороз В. Тернопіль і «побєда» 1945-го // RIA плюс, 13 травня 2015 року, № 20. — С. 19.
- Мороз В. Ігор Герета — людина-Тернопіль // RIA плюс, 29 квітня 2015 року, № 18. — С. 19.
- Мороз В. Майстер неоготичного стилю [про Теодора Мар'яна Тальовського] // RIA плюс, 22 квітня 2015 року, № 17. — С. 19.
- Мороз В. Неймовірна історія Зигмунда // RIA плюс, 8 квітня 2015 року, № 15. — С. 19.
- Мороз В. Що експортували до війни // RIA плюс, 1 квітня 2015 року, № 14. — С. 19.
- Мороз В. Підземелля Архикатедри // RIA плюс, 25 березня 2015 року, № 13. — С. 19.
- Мороз В. Де у Тернополі кості лежать [про давні кладовища] // RIA плюс, 18 березня 2015 року, № 12. — С. 19.
- Мороз В. З сільського хлопця — у світочі [Про М. А. Кромпца] // RIA плюс, 11 березня 2015 року, № 1. — С. 19.
- Мороз В. «Як співала, вікна дзеленчали» // RIA плюс, 4 березня 2015 року, № 10. — С. 19.
- Мороз В. Сильна жінка — Блажкевич // RIA плюс, 25 лютого 2015 року, № 9. — С. 19.
- Мороз В. Права жінок, любов і кримінал // RIA плюс, 18 лютого 2015 року, № 8. — С. 19.
- Мороз В. Як у давнину волонтерили // RIA плюс, 11 лютого 2015 року, № 7. — С. 19.
- Мороз В. Життя Миколи Карпенка // RIA плюс, 4 лютого 2015 року, № 6. — С. 19.
- Мороз В. До Борщева — за півгодини [про Тернопільський аеропорт] // RIA плюс, 28 січня 2015 року, № 5. — С. 19.
- Мороз В. Наші жертовні адвокати // RIA плюс, 21 січня 2015 року, № 4. — С. 19.
- Мороз В. Коли ще лижі були лещатами // RIA плюс, 14 січня 2015 року, № 3. — С. 19.
- Мороз В. Отець Ксенофонт і Різдво // RIA плюс, 31 грудня 2014 — 13 січня 2015 року, № 1–2. — С. 19.

#### 2014
- Мороз В. Передостанні власники міста [Про родину Коритовських] // RIA плюс, 24 грудня 2014 року, № 52. — С. 19.
- Мороз В. Як промивали мізки в СРСР // RIA плюс, 17 грудня 2014 року, № 51. — С. 19.
- Мороз В. Архітектори Катедри: хто вони // RIA плюс, 10 грудня 2014 року, № 50. — С. 19.
- Мороз В. Як тернополяни одягалися // RIA плюс, 3 грудня 2014 року, № 49. — С. 19.
- Мороз В. Місто, як жінка, приховує вік // RIA плюс, 26 листопада 2014 року, № 48. — С. 19.
- Мороз В. Легенда про Марійську церкву // RIA плюс, 19 листопада 2014 року, № 47. — С. 19.
- Мороз В. Трагедія і подвиг отця Грушки // RIA плюс, 12 листопада 2014 року, № 46. — С. 19.
- Мороз В. Як жилося без косметики // RIA плюс, 5 листопада 2014 року, № 45. — С. 19.
- Мороз В. Мріяв стати місіонером [Про Володимира Гнатюка] // RIA плюс, 22 жовтня 2014 року, № 43. — С. 19.
- Мороз В. Наші вибори до війни // RIA плюс, 15 жовтня 2014 року, № 42. — С. 19.
- Мороз В. Малі замки довкола Тернополя // RIA плюс, 8 жовтня 2014 року, № 41. — С. 19.
- Мороз В. Легендарне золото та скарби // RIA плюс, 1 жовтня 2014 року, № 40. — С. 19.
- Мороз В. Тернопіль на мапі 1780 року // RIA плюс, 24 вересня 2014 року, № 39. — С. 19.
- Мороз В. Написав Конституцію ЗУНР [Про Станіслава Дністрянського] // RIA плюс, 3 вересня 2014 року, № 36. — С. 19.
- Мороз В. Як безплатно у гори ходили [Про Володимира Радзієвського] // RIA плюс, 27 серпня 2014 року, № 35. — С. 19.
- Мороз В. Наш втрачений Старий Ринок // RIA плюс, 20 серпня 2014 року, № 34. — С. 19.
- Мороз В. Свята і будні поляків Тернополя // RIA плюс, 13 серпня 2014 року, № 33. — С. 19.
- Мороз В. Печери, які не снились // RIA плюс, 30 липня 2014 року, № 31. — С. 19.
- Мороз В. Як до війни людьми торгували // RIA плюс, 23 липня 2014 року, № 30. — С. 19.
- Мороз В. Тернопільські бої 1917 року // RIA плюс, 16 липня 2014 року, № 29. — С. 19.
- Мороз В. Старі пісні про Тернопільщину // RIA плюс, 9 липня 2014 року, № 28. — С. 19.
- Мороз В. Ліс біля міста 120 років тому // RIA плюс, 2 липня 2014 року, № 27. — С. 19.
- Мороз В. Пляжна мода 1930-х років // RIA плюс, 25 червня 2014 року, № 26. — С. 19.
- Мороз В. Мандри в гори до війни // RIA плюс, 18 червня 2014 року, № 25. — С. 19.
- Мороз В. На що збирали 150 років тому // RIA плюс, 11 червня 2014 року, № 24. — С. 19.
- Мороз В. Просвітитель «Беренлянду» [Про Осипа Вітошинського] // RIA плюс, 14 травня 2014 року, № 20. — С. 19.
- Мороз В. Фільми їхньої молодості // RIA плюс, 30 квітня 2014 року, № 18. — С. 19.
- Мороз В. Тернопіль — Паска за Союзу // RIA плюс, 23 квітня 2014 року, № 17. — С. 19.
- Мороз В. Коли у на жили носороги // RIA плюс, 16 квітня 2014 року, № 16. — С. 19.
- Мороз В. Як учитель іраністом став [Про Францішека Махальського] // RIA плюс, 9 квітня 2014 року, № 15. — С. 19.
- Мороз В. Тернопільські ілюмінації // RIA плюс, 2 квітня 2014 року, № 14. — С. 19.
- Мороз В. Татарська слобода і не лише [Про татарський слід в історії Тернополя] // RIA плюс, 26 березня 2014 року, № 13. — С. 19.
- Мороз В. Зникле золото фракійців // RIA плюс, 19 березня 2014 року, № 12. — С. 19.
- Мороз В. Тернопіль, Франко і Нобель // RIA плюс, 12 березня 2014 року, № 11. — С. 19.
- Мороз В. Як одесити за нас воювали // RIA плюс, 5 березня 2014 року, № 10. — С. 19.
- Мороз В. Домініканці — у центрі міста // RIA плюс, 26 лютого 2014 року, № 9. — С. 19.
- Мороз В. Доля людини — за стінами [Про отця Тимотея Сембая] // RIA плюс, 19 лютого 2014 року, № 8. — С. 19.
- Мороз В. Богдан Лепкий у Тернополі // RIA плюс, 12 лютого 2014 року, № 7. — С. 19.
- Мороз В. 67 років поза Україною [Про Івана Горбачевського] // RIA плюс, 5 лютого 2014 року, № 6. — С. 19.
- Мороз В. Як до війни переслідували // RIA плюс, 29 січня 2014 року, № 5. — С. 19.
- Мороз В. Відомі євреї Тернополя // RIA плюс, 22 січня 2014 року, № 4. — С. 19.
- Мороз В. Наш співучий Василь [Про співака Василя Безкоровайного] // RIA плюс, 15 січня 2014 року, № 3. — С. 19.
- Мороз В. Якою була церква Різдва // RIA плюс, 8 січня 2014 року, № 1–2. — С. 19.

#### 2013
- Мороз В. Геній фізики і Тернопіль [Про Олександра Смакулу] // RIA плюс, 25 грудня 2013 року, № 52. — С. 19.
- Мороз В. Сліпий вчився у нас // RIA плюс, 18 грудня 2013 року, № 51. — С. 19.
- Мороз В. Загадка забутої церкви // RIA плюс, 11 грудня 2013 року, № 50. — С. 19.
- Мороз В. Хотів долетіти в Японію [Про Каетана Чарковського-Голеєвського] // RIA плюс, 4 грудня 2013 року, № 49. — С. 19.
- Мороз В. Тернопіль: бізнес до війни // RIA плюс, 27 листопада 2013 року, № 48. — С. 19.
- Мороз В. Відомі поляки з Тернополя // RIA плюс, 20 листопада 2013 року, № 47. — С. 19.
- Мороз В. Його похвалив Чехов [Про Володислава Збишевського] // RIA плюс, 13 листопада 2013 року, № 46. — С. 19.
- Мороз В. Що означає герб міста // RIA плюс, 6 листопада 2013 року, № 45. — С. 19.
- Мороз В. Зелених бананів не було [Про довоєнний сервіс] // RIA плюс, 30 жовтня 2013 року, № 44. — С. 19.
- Мороз В. Як «Палац кіно» був театром // RIA плюс, 23 жовтня 2013 року, № 43. — С. 19.
- Мороз В. Тернопіль — свято 1887-го // RIA плюс, 16 жовтня 2013 року, № 42. — С. 19.
- Мороз В. Садовська — людина-легенда // RIA плюс, 9 жовтня 2013 року, № 41. — С. 19.
- Мороз В. 1915 рік. Рід у Тернополі // RIA плюс, 2 жовтня 2013 року, № 40. — С. 19.
- Мороз В. Забутий художник Щепанік // RIA плюс, 25 вересня 2013 року, № 39. — С. 19.
- Мороз В. Армія на Дубовецькій // RIA плюс, 18 вересня 2013 року, № 38. — С. 19.
- Мороз В. Наш список Шиндлера [Про Ірену Гут] // RIA плюс, 11 вересня 2013 року, № 37. — С. 19.
- Мороз В. Як підкорювали небо [Про початки повітроплавання у Зх. Україні] // RIA плюс, 4 вересня 2013 року, № 36. — С. 19.
- Мороз В. Звідки у Тернополі партачі [Середньовічні цехи у Тернополі] // RIA плюс, 28 серпня 2013 року, № 35. — С. 19.
- Мороз В. Де у Тернополі пасаж // RIA плюс, 21 серпня 2013 року, № 34. — С. 19.
- Мороз В. Довоєнні висоти Тернополя // RIA плюс, 14 серпня 2013 року, № 33. — С. 19.
- Мороз В. Де був старий сиротинець // RIA плюс, 7 серпня 2013 року, № 32. — С. 19.
- Мороз В. Суд і гонор у XVIII столітті // RIA плюс, 31 липня 2013 року, № 31. — С. 19.
- Мороз В. Із Тернополя — на край світу // RIA плюс, 24 липня 2013 року, № 30. — С. 1, 3.
- Мороз В. Церкви міста до війни // RIA плюс, 24 липня 2013 року, № 30. — С. 19.
- Мороз В. Тернопіль: війна танків // RIA плюс, 17 липня 2013 року, № 29. — С. 19.
- Мороз В. Як до війни шахраювали // RIA плюс, 10 липня 2013 року, № 28. — С. 19.
- Мороз В. Що сниться Пушкіну [Тернопіль у творчості Пушкіна] // RIA плюс, 26 червня 2013 року, № 26. — С. 19.
- Мороз В. Забутий квартал — Підзамче // RIA плюс, 19 червня 2013 року, № 25. — С. 19.
- Мороз В. Любов у XIX столітті // RIA плюс, 12 червня 2013 року, № 24. — С. 19.
- Мороз В. Жіночий рух у Тернополі // RIA плюс, 5 червня 2013 року, № 23. — С. 19.
- Мороз В. Наші у Франції до війни // RIA плюс, 29 травня 2013 року, № 22. — С. 19.
- Мороз В. Авіація — з «Топільче» // RIA плюс, 22 травня 2013 року, № 21. — С. 19.
- Мороз В. Ідеологія — у пам'ятниках // RIA плюс, 15 травня 2013 року, № 20. — С. 19.
- Мороз В. Давні гроші у Тернополі // RIA плюс, 8 травня 2013 року, № 19. — С. 19.
- Мороз В. Довоєнна молодість бульвару // RIA плюс, 1 травня 2013 року, № 18. — С. 19.
- Мороз В. Об'їздив півсвіту [Про Ярослава Окуневського] // RIA плюс, 24 квітня 2013 року, № 17. — С. 19.
- Мороз В. Де у Тернополі Свята гора // RIA плюс, 10 квітня 2013 року, № 15. — С. 19.
- Мороз В. Вулиця на честь каплиці // RIA плюс, 3 квітня 2013 року, № 14. — С. 19.
- Мороз В. Як рибалили 500 років тому // RIA плюс, 27 березня 2013 року, № 13. — С. 19.
- Мороз В. Забутий отець Райхенберг // RIA плюс, 20 березня 2013 року, № 12. — С. 19.
- Мороз В. Якою була набережна // RIA плюс, 23 березня 2013 року, № 11. — С. 19.
- Мороз В. Історія вулиці біля колії // RIA плюс, 6 березня 2013 року, № 10. — С. 19.
- Мороз В. Душпастир на Мадагаскарі // RIA плюс, 27 лютого 2013 року, № 9. — С. 19.
- Мороз В. Щоб бачила наша липа [Старе дерево — свідок історії Тернополя] // RIA плюс, 20 лютого 2013 року, № 8. — С. 19.
- Мороз В. І в нас за Сталіним плакали [Про сталінізм і знесення пам'ятника Сталіну у Тернополі] // RIA плюс, 13 лютого 2013 року, № 7. — С. 19.
- Мороз В. Наш колишній туризм // RIA плюс, 6 лютого 2013 року, № 6. — С. 19.
- Мороз В. Він піднімав Тернопіль [Про отця Володимира Громницького] // RIA плюс, 30 січня 2013 року, № 5. — С. 19.
- Мороз В. Знайомства: як це було [Про довоєнні побачення] // RIA плюс, 23 січня 2013 року, № 4. — С. 19.
- Мороз В. Тернопіль волю купив [Про те, як місто викупило себе у приватних власників] // RIA плюс, 16 січня 2013 року, № 3. — С. 19.
- Мороз В. Краєзнавчому — 100 років // RIA плюс, 9 січня 2013 року, № 1. — С. 19.

#### 2012
- Мороз В. Забутий палац з околиці. Маєток на Кутковецькій горі // 20 хвилин (Тернопіль), 30 листопада 2012 року, № 142. — С. 12.
- Мороз В. Як Тернопіль заробляв гроші 100 і 500 років тому // 20 хвилин (Тернопіль), 23 листопада 2012 року, № 139. — С. 12.
- Мороз В. Як судили до війни // 20 хвилин (Тернопіль), 16 листопада 2012 року, № 136. — С. 12.
- Мороз В. Загадки історії або куди зникла книга Луки // 20 хвилин (Тернопіль), 9 листопада 2012 року, № 133. — С. 12.
- Мороз В. Місто багатьох народів // 20 хвилин (Тернопіль), 2-3 листопада 2012 року, № 130. — С. 12.
- Мороз В. Хулігани, погані водії та аварії були в Тернополі і 100 років тому // 20 хвилин (Тернопіль), 19-20 жовтня 2012 року, № 124. — С. 12.
- Мороз В. Тернопіль за «русских» — окупація у Першій світовій // 20 хвилин (Тернопіль), 12-13 жовтня 2012 року, № 121. — С. 12.
- Мороз В. Довоєнні гуртки — дозвілля і навчання у складщину // 20 хвилин (Тернопіль), 5-6 жовтня 2012 року, № 118. — С. 12.
- Мороз В. Тернопільський замок повернуть на 150 років назад // 20 хвилин (Тернопіль), 28-29 вересня 2012 року, № 115. — С. 12.
- Мороз В. Вересень 1939-го у Тернополі — спогади про не золоті часи // 20 хвилин (Тернопіль), 14-15 вересня 2012 року, № 109. — С. 12.
- Мороз В. Родина Барвінських — священики, вчені, музиканти // 20 хвилин (Тернопіль), 7-8 вересня 2012 року, № 106. — С. 12.
- Мороз В. Як наші прабабусі весілля у Тернополі справляли // 20 хвилин (Тернопіль), 31 серпня — 1 вересня 2012 року, № 103. — С. 12.
- Мороз В. Наш забутий канадський Тернопіль — свідок еміграції // 20 хвилин (Тернопіль), 24-25 серпня 2012 року, № 100. — С. 12.
- Мороз В. Давні професії тернополян — шевці, кушніри, золотники // 20 хвилин (Тернопіль), 17-18 серпня 2012 року, № 97. — С. 12.
- Мороз В. Тернопільські парки — краса минулих століть // 20 хвилин (Тернопіль), 10-11 серпня 2012 року, № 94. — С. 12.
- Мороз В. Набережна нашого Ставу — пляж і «моряк Кошка» // 20 хвилин (Тернопіль), 3-4 серпня 2012 року, № 91. — С. 12.
- Мороз В. Забуті монастирі Тернополя // 20 хвилин (Тернопіль), 27-28 липня 2012 року, № 88. — С. 12.
- Мороз В. Стадіон починався у 1896-му // 20 хвилин (Тернопіль), 20-21 липня 2012 року, № 85. — С. 12.
- Мороз В. Тернопільська торгівля за Австрії і Польщі // 20 хвилин (Тернопіль), 6-7 липня 2012 року, № 79. — С. 12.
- Мороз В. Коли при казино Тернополя бібліотеки існували // 20 хвилин (Тернопіль), 29-30 червня 2012 року, № 76. — С. 12.
- Мороз В. Які літаки тернополяни бачили у Першій світовій // 20 хвилин (Тернопіль), 22-23 червня 2012 року, № 73. — С. 12.
- Мороз В. Тернопільські вибори за Австрії — піар та обіцянки // 20 хвилин (Тернопіль), 15-16 червня 2012 року, № 70. — С. 12.
- Мороз В. Як зникав Тернопільський замок. Першими були турки // 20 хвилин (Тернопіль), 8-9 червня 2012 року, № 67. — С. 12.
- Мороз В. Концерти і бенкети за Австрії — дозвілля зі смаком політики // 20 хвилин (Тернопіль), 1-2 червня 2012 року, № 64. — С. 12.
- Мороз В. Радянські звірства у Тернополі — червень 1941-го // 20 хвилин (Тернопіль), 25-26 травня 2012 року, № 61. — С. 12.
- Мороз В. Палаци старого Тернополя // 20 хвилин (Тернопіль), 18-19 травня 2012 року, № 58. — С. 12.
- Мороз В. Тернопіль влітку 1919-го // 20 хвилин (Тернопіль), 11-12 травня 2012 року, № 55. — С. 13.
- Мороз В. Перші городяни і їхні герої // 20 хвилин (Тернопіль), 4-5 травня 2012 року, № 52. — С. 9.
- Мороз В. Тернопіль часів Острозького — місто великого мецената // 20 хвилин (Тернопіль), 27-28 квітня 2012 року, № 49. — С. 10.
- Мороз В. Тернопільська загадка: що було над Серетом до 1540-го // 20 хвилин (Тернопіль), 20-21 квітня 2012 року, № 46. — С. 13.
- Мороз В. Таємниці церкви біля Ставу // 20 хвилин (Тернопіль), 13-14 квітня 2012 року, № 43. — С. 9.
- Мороз В. На борщ за Австрії йшло майже стільки, як тепер // 20 хвилин (Тернопіль), 30-31 березня 2012 року, № 37. — С. 9.
- Мороз В. У місті — таємна «Громада» // 20 хвилин (Тернопіль), 23-24 березня 2012 року, № 34. — С. 9.
- Мороз В. Як у місті за мову воювали // 20 хвилин (Тернопіль), 16-17 березня 2012 року, № 31. — С. 9.
- Мороз В. Гуртожиток — 120 років тому // 20 хвилин (Тернопіль), 9-10 березня 2012 року, № 28. — С. 9.
- Мороз В. Вулиця імені князя, або де гостював Габсбург // 20 хвилин (Тернопіль), 2-3 березня 2012 року, № 25. — С. 9.
- Мороз В. Місце, де Тернопіль побачив Кропивницького, «Отелло» і кіно // 20 хвилин (Тернопіль), 17-18 лютого 2012 року, № 19. — С. 18.
- Мороз В. Коли пошту кіньми возили, а листи у вентиляцію ховали // 20 хвилин (Тернопіль), 10-11 лютого 2012 року, № 16. — С. 18.
- Мороз В. Синагога у Тернополі — храм, фортеця і місце масового вбивства // 20 хвилин (Тернопіль), 3-4 лютого 2012 року, № 13. — С. 18.
- Мороз В. Знищений костел, що був на місці ЦУМу, відновлюють у 3D // 20 хвилин (Тернопіль), 27-28 лютого 2012 року, № 10. — С. 18.
- Мороз В. На Загребеллі до війни стояли аж два палаци і невеликий костел // 20 хвилин (Тернопіль), 20-21 січня 2012 року, № 7. — С. 18.
- Мороз В. Коли у Тернопільському замку всіх городян муштрували // 20 хвилин (Тернопіль), 13-14 січня 2012 року, № 4. — С. 18.

#### 2011
- Мороз В. Засновник Тернополя хворів у дитинстві і був низькорослим // 20 хвилин (Тернопіль), 30-31 грудня 2011 року, № 156. — С. 18.
- Мороз В. Як виникли «Тернопільські театральні вечори» // 20 хвилин (Тернопіль), 16-17 грудня 2011 року, № 150. — С. 18.
- Мороз В. Колись Катедра у Тернополі мала сім вівтарів, але була без світла // 20 хвилин (Тернопіль), 9-10 грудня 2011 року, № 147. — С. 18.
- Мороз В. «Ще до війни ми ходили на всі фільми у кінотеатрі…» // 20 хвилин (Тернопіль), 2-3 грудня 2011 року, № 144. — С. 18.
- Мороз В. Міцкевич — біля Ратуші, Текля — біля криниці // 20 хвилин (Тернопіль), 25-26 листопада 2011 року, № 141. — С. 18.
- Мороз В. Як королева Марисенька за Тернопіль з родичами судилася // 20 хвилин (Тернопіль), 18-19 листопада 2011 року, № 138. — С. 18.
- Мороз В. Старі машини у Тернополі — всюди, як тепер, їздили іномарки // 20 хвилин (Тернопіль), 11-12 листопада 2011 року, № 135. — С. 18.
- Мороз В. Дозвілля радянських часів — кіно, театр, прогулянки // 20 хвилин (Тернопіль), 4-5 листопада 2011 року, № 132. — С. 18.
- Мороз В. Крамнички старого Тернополя — «з-за моря» везли хутра і консерви // 20 хвилин (Тернопіль), 28-29 жовтня 2011 року, № 129. — С. 18.
- Мороз В. Як тернопільські комсомольці у перестройку жили // 20 хвилин (Тернопіль), 21-22 жовтня 2011 року, № 126. — С. 18.
- Мороз В. Тернопіль у старих картах — папір береже забуті спогади // 20 хвилин (Тернопіль), 14-15 жовтня 2011 року, № 123. — С. 18.
- Мороз В. Тернопільська вулиця у Центрі — життя біля Камінної гори // 20 хвилин (Тернопіль), 7-8 жовтня 2011 року, № 120. — С. 18.
- Мороз В. Коли у Тернополі з'явилися телефон, електрика та опалення // 20 хвилин (Тернопіль), 30 вересня — 1 жовтня 2011 року, № 117. — С. 18.
- Мороз В. Найкраще фотоательє у Тернополі було на вулиці 1 Травня // 20 хвилин (Тернопіль), 23-24 вересня 2011 року, № 114. — С. 18.
- Мороз В. Як тернополяни в давнину епідемії переживали // 20 хвилин (Тернопіль), 2-3 вересня 2011 року, № 105. — С. 18.
- Мороз В. Перші тернопільські ринки починалися у центрі міста // 20 хвилин (Тернопіль), 26-27 вересня 2011 року, № 102. — С. 18.
- Мороз В. Міщанське братство, або як у місті дозвілля влаштовували // 20 хвилин (Тернопіль), 19-20 серпня 2011 року, № 99. — С. 18.

### Світлини
Світлинами Володимира Мороза проілюстроване енциклопедичне видання «Тернопільщина. Історія міст і сіл».